# 新华南路街道
新华南路街道，是中华人民共和国新疆维吾尔自治区乌鲁木齐市天山区下辖的一个乡镇级行政单位。

## 行政区划
新华南路街道下辖以下地区：
南公园社区、北国春城社区、五桥社区、团结西路社区、四桥社区、三桥社区、西河坝前街社区和西河坝后街社区。